# Професионална гимназия по туризъм „Д-р Васил Берон“
Професионалната гимназия по туризъм „Д-р Васил Берон“ във Велико Търново е училище, което започва своята дейност по обучение на ученици през 1964 г.
В периода от 1967 до 1975 г. специалностите, в които се обучават учениците на ПГТ, са: Готварство, Ресторантьорство и Хлебарство.
След 1971 г. цялостната дейност по обучение и подготовка на кадри в сферите на туризма протича в сграда на адрес ул. „Цанко Церковски“ № 11 във Велико Търново. От тогава в тази гимназия се обучават бъдещи: търговски представители, аниматори, готвачи, ресторантьори и др.